# Interlands Duits voetbalelftal 2000-2009
Deze pagina toont een chronologisch en gedetailleerd overzicht van de interlands die het Duits voetbalelftal heeft gespeeld in de periode 2000 – 2009.

## Interlands

### 2000
|                                                                  |                                           |       |                     |                                                                                        |
| 23 februari Vriendschappelijk № 686 «onderlinge duels» 20:15 uur | Nederland                                 | 2 – 1 | Duitsland           | Amsterdam Arena, Amsterdam Toeschouwers: 50.000 Scheidsrechter: Domenico Messina (ITA) |
| 23 februari Vriendschappelijk № 686 «onderlinge duels» 20:15 uur | Patrick Kluivert 15' Boudewijn Zenden 28' |       | 22' Christian Ziege | Amsterdam Arena, Amsterdam Toeschouwers: 50.000 Scheidsrechter: Domenico Messina (ITA) |

|                                                               |                |       |                  |                                                                                 |
| 29 maart Vriendschappelijk № 687 «onderlinge duels» 19:00 uur | Kroatië        | 1 – 1 | Duitsland        | Stadion Maksimir, Zagreb Toeschouwers: 5.000 Scheidsrechter: Ľuboš Micheľ (SVK) |
| 29 maart Vriendschappelijk № 687 «onderlinge duels» 19:00 uur | Niko Kovač 70' |       | 12' Marko Rehmer | Stadion Maksimir, Zagreb Toeschouwers: 5.000 Scheidsrechter: Ľuboš Micheľ (SVK) |

|                                                               |                 |       |                 |                                                                                               |
| 26 april Vriendschappelijk № 688 «onderlinge duels» 20:30 uur | Duitsland       | 1 – 1 | Zwitserland     | Fritz Walter Stadion, Kaiserslautern Toeschouwers: 36.000 Scheidsrechter: Morgan Norman (SWE) |
| 26 april Vriendschappelijk № 688 «onderlinge duels» 20:30 uur | Ulf Kirsten 85' |       | 33' Hakan Yakin | Fritz Walter Stadion, Kaiserslautern Toeschouwers: 36.000 Scheidsrechter: Morgan Norman (SWE) |

|                                                             |                                                                    |       |                                  |                                                                                           |
| 3 juni Vriendschappelijk № 689 «onderlinge duels» 19:00 uur | Duitsland                                                          | 3 – 2 | Tsjechië                         | Frankenstadion, Neurenberg Toeschouwers: 30.000 Scheidsrechter: Alfredo Trentalange (ITA) |
| 3 juni Vriendschappelijk № 689 «onderlinge duels» 19:00 uur | Carsten Jancker 38' Oliver Bierhoff 62' (pen.) Oliver Bierhoff 90' |       | 54' Pavel Kuka 80' Patrik Berger | Frankenstadion, Neurenberg Toeschouwers: 30.000 Scheidsrechter: Alfredo Trentalange (ITA) |

|                                                             | |       |                                      |                                                                                   |
| 7 juni Vriendschappelijk № 690 «onderlinge duels» 19:30 uur | Duitsland | 8 – 2 | Liechtenstein                        | Dreisamstadion, Freiburg Toeschouwers: 24.000 Scheidsrechter: Konrad Plautz (AUT) |
| 7 juni Vriendschappelijk № 690 «onderlinge duels» 19:30 uur | Oliver Bierhoff 1' Mehmet Scholl 31' Marco Bode 65' Daniel Hasler 80' (e.d.) Ulf Kirsten 81' Carsten Jancker 84' Ulf Kirsten 86' Carsten Jancker 88' |       | 17' Martin Stocklasa 56' Mario Frick | Dreisamstadion, Freiburg Toeschouwers: 24.000 Scheidsrechter: Konrad Plautz (AUT) |

| EK voetbal 2000 |
| --------------- |

|                                                    |                   |       |                    |                                                                                            |
| 12 juni Euro 2000 Groep A № 691 «onderlinge duels» | Duitsland         | 1 – 1 | Roemenië           | Stade Maurice Dufrasne, Luik Toeschouwers: 30.000 Scheidsrechter: Kim Milton Nielsen (DEN) |
| 12 juni Euro 2000 Groep A № 691 «onderlinge duels» | Mehmet Scholl 28' |       | 5' Viorel Moldovan | Stade Maurice Dufrasne, Luik Toeschouwers: 30.000 Scheidsrechter: Kim Milton Nielsen (DEN) |

|                                                              |                  |       |           | |
| 17 juni Euro 2000 Groep A № 692 «onderlinge duels» 20:45 uur | Engeland         | 1 – 0 | Duitsland | Stade du Pays de Charleroi, Charleroi Toeschouwers: 27.700 Scheidsrechter: Pierluigi Collina (ITA) |
| 17 juni Euro 2000 Groep A № 692 «onderlinge duels» 20:45 uur | Alan Shearer 53' |       |           | Stade du Pays de Charleroi, Charleroi Toeschouwers: 27.700 Scheidsrechter: Pierluigi Collina (ITA) |

|                                                    |           |                                                                |          |                                                                        |
| 20 juni Euro 2000 Groep A № 693 «onderlinge duels» | Duitsland | 0 – 3                                                          | Portugal | De Kuip, Rotterdam Toeschouwers: 51.400 Scheidsrechter: Dick Jol (NED) |
| 20 juni Euro 2000 Groep A № 693 «onderlinge duels» |           | 36' Sérgio Conceição 54' Sérgio Conceição 71' Sérgio Conceição |          | De Kuip, Rotterdam Toeschouwers: 51.400 Scheidsrechter: Dick Jol (NED) |

|  |  |  |  |  |  |  |  |  |

|                                                        |                                                                                 |       |          |                                                                                       |
| 16 augustus Vriendschappelijk № 694 «onderlinge duels» | Duitsland                                                                       | 4 – 1 | Spanje   | Niedersachsenstadion, Hannover Toeschouwers: 45.000 Scheidsrechter: Knud Fisker (DEN) |
| 16 augustus Vriendschappelijk № 694 «onderlinge duels» | Mehmet Scholl 24' Mehmet Scholl 51' Alexander Zickler 57' Alexander Zickler 62' |       | 69' Raúl | Niedersachsenstadion, Hannover Toeschouwers: 45.000 Scheidsrechter: Knud Fisker (DEN) |

|                                                                |                                                     |       |             |                                                                                          |
| 2 september WK-kwalificatie № 695 «onderlinge duels» 19:00 uur | Duitsland                                           | 2 – 0 | Griekenland | Volksparkstadion, Hamburg Toeschouwers: 48.549 Scheidsrechter: Antonio López Nieto (ESP) |
| 2 september WK-kwalificatie № 695 «onderlinge duels» 19:00 uur | Sebastian Deisler 17' Marinos Ouzounidis 75' (e.d.) |       |             | Volksparkstadion, Hamburg Toeschouwers: 48.549 Scheidsrechter: Antonio López Nieto (ESP) |

|                                                              |          |                    |           |                                                                                    |
| 7 oktober WK-kwalificatie № 696 «onderlinge duels» 15:00 uur | Engeland | 0 – 1              | Duitsland | Wembley Stadium, Londen Toeschouwers: 76.377 Scheidsrechter: Stefano Braschi (ITA) |
| 7 oktober WK-kwalificatie № 696 «onderlinge duels» 15:00 uur |          | 14' Dietmar Hamann |           | Wembley Stadium, Londen Toeschouwers: 76.377 Scheidsrechter: Stefano Braschi (ITA) |

|                                                                  |                                           |       |                   |                                                                              |
| 15 november Vriendschappelijk № 697 «onderlinge duels» 20:00 uur | Denemarken                                | 2 – 1 | Duitsland         | Parken, Kopenhagen Toeschouwers: 17.664 Scheidsrechter: Fritz Stuchlik (AUT) |
| 15 november Vriendschappelijk № 697 «onderlinge duels» 20:00 uur | Dennis Rommedahl 56' Dennis Rommedahl 66' |       | 84' Mehmet Scholl | Parken, Kopenhagen Toeschouwers: 17.664 Scheidsrechter: Fritz Stuchlik (AUT) |

### 2001
|                                                                  |                     |       |           |                                                                                             |
| 27 februari Vriendschappelijk № 698 «onderlinge duels» 20:45 uur | Frankrijk           | 1 – 0 | Duitsland | Stade de France, Saint-Denis Toeschouwers: 77.929 Scheidsrechter: Alfredo Trentalange (ITA) |
| 27 februari Vriendschappelijk № 698 «onderlinge duels» 20:45 uur | Zinédine Zidane 27' |       |           | Stade de France, Saint-Denis Toeschouwers: 77.929 Scheidsrechter: Alfredo Trentalange (ITA) |

|                                                             |                                          |       |                 |                                                                                 |
| 24 maart WK-kwalificatie № 699 «onderlinge duels» 20:00 uur | Duitsland                                | 2 – 1 | Albanië         | BayArena, Leverkusen Toeschouwers: 22.500 Scheidsrechter: Graziano Cesari (ITA) |
| 24 maart WK-kwalificatie № 699 «onderlinge duels» 20:00 uur | Sebastian Deisler 50' Miroslav Klose 87' |       | 65' Bledar Kola | BayArena, Leverkusen Toeschouwers: 22.500 Scheidsrechter: Graziano Cesari (ITA) |

|                                                             |                                               |       |                                                                              | |
| 28 maart WK-kwalificatie № 700 «onderlinge duels» 20:30 uur | Griekenland                                   | 2 – 4 | Duitsland                                                                    | Olympisch Stadion Spyridon Louis, Athene Toeschouwers: 32.173 Scheidsrechter: Vítor Melo Pereira (POR) |
| 28 maart WK-kwalificatie № 700 «onderlinge duels» 20:30 uur | Angelos Charisteas 21' Giorgos Georgiadis 43' |       | 6' Marko Rehmer 25' (pen.) Michael Ballack 82' Miroslav Klose 90' Marco Bode | Olympisch Stadion Spyridon Louis, Athene Toeschouwers: 32.173 Scheidsrechter: Vítor Melo Pereira (POR) |

|                                                             |                                      |       |           |                                                                                |
| 29 mei Vriendschappelijk № 701 «onderlinge duels» 19:30 uur | Duitsland                            | 2 – 0 | Slowakije | Weserstadion, Bremen Toeschouwers: 18.000 Scheidsrechter: Claude Colombo (FRA) |
| 29 mei Vriendschappelijk № 701 «onderlinge duels» 19:30 uur | Gerald Asamoah 50' Frank Baumann 56' |       |           | Weserstadion, Bremen Toeschouwers: 18.000 Scheidsrechter: Claude Colombo (FRA) |

|                                                           |                                         |       |                                                |                                                                              |
| 2 juni WK-kwalificatie № 702 «onderlinge duels» 18:00 uur | Finland                                 | 2 – 2 | Duitsland                                      | Olympiastadion, Helsinki Toeschouwers: 35.774 Scheidsrechter: Dick Jol (NED) |
| 2 juni WK-kwalificatie № 702 «onderlinge duels» 18:00 uur | Mikael Forssell 28' Mikael Forssell 43' |       | 69' (pen.) Michael Ballack 72' Carsten Jancker | Olympiastadion, Helsinki Toeschouwers: 35.774 Scheidsrechter: Dick Jol (NED) |

|                                                           |         |                                      |           |                                                                                        |
| 6 juni WK-kwalificatie № 703 «onderlinge duels» 19:30 uur | Albanië | 0 – 2                                | Duitsland | Qemal Stafastadion, Tirana Toeschouwers: 12.800 Scheidsrechter: Gilles Veissière (FRA) |
| 6 juni WK-kwalificatie № 703 «onderlinge duels» 19:30 uur |         | 28' Marko Rehmer 68' Michael Ballack |           | Qemal Stafastadion, Tirana Toeschouwers: 12.800 Scheidsrechter: Gilles Veissière (FRA) |

|                                                                  |                                      |       | |                                                                                            |
| 15 augustus Vriendschappelijk № 704 «onderlinge duels» 20:45 uur | Hongarije                            | 2 – 5 | Duitsland                                                                                            | Ferenc Puskásstadion, Boedapest Toeschouwers: 26.000 Scheidsrechter: Juan Ansuátegui (ESP) |
| 15 augustus Vriendschappelijk № 704 «onderlinge duels» 20:45 uur | Attila Tököli 63' Ferenc Horváth 90' |       | 31' (pen.) Jörg Böhme 44' Sebastian Kehl 47' Carsten Jancker 59' Frank Baumann 90+2' Oliver Bierhoff | Ferenc Puskásstadion, Boedapest Toeschouwers: 26.000 Scheidsrechter: Juan Ansuátegui (ESP) |

|                                                                |                    |       |                                                                                        |                                                                                      |
| 1 september WK-kwalificatie № 705 «onderlinge duels» 19:30 uur | Duitsland          | 1 – 5 | Engeland                                                                               | Olympiastadion, München Toeschouwers: 63.000 Scheidsrechter: Pierluigi Collina (ITA) |
| 1 september WK-kwalificatie № 705 «onderlinge duels» 19:30 uur | Carsten Jancker 6' |       | 12' Michael Owen 45' Steven Gerrard 49' Michael Owen 66' Michael Owen 74' Emile Heskey | Olympiastadion, München Toeschouwers: 63.000 Scheidsrechter: Pierluigi Collina (ITA) |

|                                                              |           |       |         |                                                                                         |
| 6 oktober WK-kwalificatie № 706 «onderlinge duels» 19:00 uur | Duitsland | 0 – 0 | Finland | Arena AufSchalke, Gelsenkirchen Toeschouwers: 52.333 Scheidsrechter: Anders Frisk (SWE) |
| 6 oktober WK-kwalificatie № 706 «onderlinge duels» 19:00 uur |           |       |         | Arena AufSchalke, Gelsenkirchen Toeschouwers: 52.333 Scheidsrechter: Anders Frisk (SWE) |

|                                                                            |                    |       |                     |                                                                                  |
| 10 november WK-kwalificatie (play-offs) № 707 «onderlinge duels» 18:00 uur | Oekraïne           | 1 – 1 | Duitsland           | NSK Olimpiejsky, Kiev Toeschouwers: 87.000 Scheidsrechter: Stefano Braschi (ITA) |
| 10 november WK-kwalificatie (play-offs) № 707 «onderlinge duels» 18:00 uur | Hennadiy Zubov 18' |       | 31' Michael Ballack | NSK Olimpiejsky, Kiev Toeschouwers: 87.000 Scheidsrechter: Stefano Braschi (ITA) |

|                                                                            |                                                                             |       |                        |                                                                                          |
| 14 november WK-kwalificatie (play-offs) № 708 «onderlinge duels» 20:30 uur | Duitsland                                                                   | 4 – 1 | Oekraïne               | Westfalenstadion, Dortmund Toeschouwers: 52.400 Scheidsrechter: Vítor Melo Pereira (POR) |
| 14 november WK-kwalificatie (play-offs) № 708 «onderlinge duels» 20:30 uur | Michael Ballack 4' Oliver Neuville 11' Marko Rehmer 15' Michael Ballack 51' |       | 90' Andrij Sjevtsjenko | Westfalenstadion, Dortmund Toeschouwers: 52.400 Scheidsrechter: Vítor Melo Pereira (POR) |

### 2002
|                                                                  | |       |                        |                                                                                            |
| 13 februari Vriendschappelijk № 709 «onderlinge duels» 20:30 uur | Duitsland | 7 – 1 | Israël                 | Fritz Walter Stadion, Kaiserslautern Toeschouwers: 24.512 Scheidsrechter: Steve Dunn (ENG) |
| 13 februari Vriendschappelijk № 709 «onderlinge duels» 20:30 uur | Miroslav Klose 49' Miroslav Klose 51' Dietmar Hamann 62' Miroslav Klose 64' Oliver Bierhoff 69' Gerald Asamoah 74' Lars Ricken 77' |       | 27' (e.d.) Oliver Kahn | Fritz Walter Stadion, Kaiserslautern Toeschouwers: 24.512 Scheidsrechter: Steve Dunn (ENG) |

|                                                                  |                                                                                |       |                                   |                                                                                    |
| 13 februari Vriendschappelijk № 710 «onderlinge duels» 20:45 uur | Duitsland                                                                      | 4 – 2 | Verenigde Staten                  | Ostseestadion, Rostock Toeschouwers: 28.835 Scheidsrechter: Bernhard Brugger (AUT) |
| 13 februari Vriendschappelijk № 710 «onderlinge duels» 20:45 uur | Christian Ziege 44' Oliver Neuville 61' Oliver Bierhoff 65' Torsten Frings 68' |       | 17' Clint Mathis 71' Clint Mathis | Ostseestadion, Rostock Toeschouwers: 28.835 Scheidsrechter: Bernhard Brugger (AUT) |

|                                                               |           |                      |            |                                                                                              |
| 17 april Vriendschappelijk № 711 «onderlinge duels» 20:45 uur | Duitsland | 0 – 1                | Argentinië | Gottlieb-Daimler-Stadion, Stuttgart Toeschouwers: 54.570 Scheidsrechter: Manuel Mejuto (ESP) |
| 17 april Vriendschappelijk № 711 «onderlinge duels» 20:45 uur |           | 48' Juan Pablo Sorín |            | Gottlieb-Daimler-Stadion, Stuttgart Toeschouwers: 54.570 Scheidsrechter: Manuel Mejuto (ESP) |

|                                                            | |       |         |                                                                                       |
| 9 mei Vriendschappelijk № 712 «onderlinge duels» 20:30 uur | Duitsland | 7 – 0 | Koeweit | Dreisamstadion, Freiburg Toeschouwers: 22.000 Scheidsrechter: Karl-Erik Nilsson (SWE) |
| 9 mei Vriendschappelijk № 712 «onderlinge duels» 20:30 uur | Torsten Frings 10' Oliver Bierhoff 24' Sebastian Deisler 40' Oliver Bierhoff 43' (pen.) Sebastian Kehl 44' Oliver Bierhoff 71' Carsten Jancker 77' |       |         | Dreisamstadion, Freiburg Toeschouwers: 22.000 Scheidsrechter: Karl-Erik Nilsson (SWE) |

|                                                             |                     |       |           |                                                                                        |
| 14 mei Vriendschappelijk № 713 «onderlinge duels» 19:45 uur | Wales               | 1 – 0 | Duitsland | Millennium Stadium, Cardiff Toeschouwers: 36.059 Scheidsrechter: Roy Helge Olsen (NOR) |
| 14 mei Vriendschappelijk № 713 «onderlinge duels» 19:45 uur | Robert Earnshaw 46' |       |           | Millennium Stadium, Cardiff Toeschouwers: 36.059 Scheidsrechter: Roy Helge Olsen (NOR) |

|                                                             | |       |                                      |                                                                                 |
| 18 mei Vriendschappelijk № 714 «onderlinge duels» 19:00 uur | Duitsland                                                                                                  | 6 – 2 | Oostenrijk                           | BayArena, Leverkusen Toeschouwers: 21.500 Scheidsrechter: Massimo Busacca (SUI) |
| 18 mei Vriendschappelijk № 714 «onderlinge duels» 19:00 uur | Miroslav Klose 15' Miroslav Klose 29' Marco Bode 36' Miroslav Klose 53' Marco Bode 70' Daniel Bierofka 83' |       | 37' René Aufhauser 46' Roman Wallner | BayArena, Leverkusen Toeschouwers: 21.500 Scheidsrechter: Massimo Busacca (SUI) |

| WK voetbal 2002 |
| --------------- |

|                                                                        | |       |               |                                                                                |
| 1 juni WK-eindronde Groep E № 715 «onderlinge duels» 20:30 uur (UTC+9) | Duitsland | 8 – 0 | Saoedi-Arabië | Sapporo Dome, Sapporo Toeschouwers: 32.218 Scheidsrechter: Ubaldo Aquino (PAR) |
| 1 juni WK-eindronde Groep E № 715 «onderlinge duels» 20:30 uur (UTC+9) | Miroslav Klose 20' Miroslav Klose 25' Michael Ballack 40' Carsten Jancker 45+1' Miroslav Klose 70' Thomas Linke 73' Oliver Bierhoff 84' Bernd Schneider 90+1' |       |               | Sapporo Dome, Sapporo Toeschouwers: 32.218 Scheidsrechter: Ubaldo Aquino (PAR) |

|                                                                        |                    |       |                    |                                                                                        |
| 5 juni WK-eindronde Groep E № 716 «onderlinge duels» 20:30 uur (UTC+9) | Duitsland          | 1 – 1 | Ierland            | Kashima Stadion, Kashima Toeschouwers: 35.854 Scheidsrechter: Kim Milton Nielsen (DEN) |
| 5 juni WK-eindronde Groep E № 716 «onderlinge duels» 20:30 uur (UTC+9) | Miroslav Klose 19' |       | 90+1' Robbie Keane | Kashima Stadion, Kashima Toeschouwers: 35.854 Scheidsrechter: Kim Milton Nielsen (DEN) |

|                                                                         |          |                                   |           |                                                                                                   |
| 11 juni WK-eindronde Groep E № 717 «onderlinge duels» 20:30 uur (UTC+9) | Kameroen | 0 – 2                             | Duitsland | Shizuoka 'ECOPA' Stadion, Shizuoka Toeschouwers: 47.085 Scheidsrechter: Antonio López Nieto (ESP) |
| 11 juni WK-eindronde Groep E № 717 «onderlinge duels» 20:30 uur (UTC+9) |          | 50' Marco Bode 79' Miroslav Klose |           | Shizuoka 'ECOPA' Stadion, Shizuoka Toeschouwers: 47.085 Scheidsrechter: Antonio López Nieto (ESP) |

|                                                                                |                     |       |          |                                                                                           |
| 15 juni WK-eindronde Achtste finale № 718 «onderlinge duels» 15:30 uur (UTC+9) | Duitsland           | 1 – 0 | Paraguay | Jeju World Cup Stadion, Seogwipo Toeschouwers: 25.176 Scheidsrechter: Carlos Batres (GUA) |
| 15 juni WK-eindronde Achtste finale № 718 «onderlinge duels» 15:30 uur (UTC+9) | Oliver Neuville 88' |       |          | Jeju World Cup Stadion, Seogwipo Toeschouwers: 25.176 Scheidsrechter: Carlos Batres (GUA) |

|                                                                             |                     |       |                  |                                                                                 |
| 21 juni WK-eindronde Kwartfinale № 719 «onderlinge duels» 20:30 uur (UTC+9) | Duitsland           | 1 – 0 | Verenigde Staten | Munsu Cup Stadion, Ulsan Toeschouwers: 37.337 Scheidsrechter: Hugh Dallas (SCO) |
| 21 juni WK-eindronde Kwartfinale № 719 «onderlinge duels» 20:30 uur (UTC+9) | Michael Ballack 39' |       |                  | Munsu Cup Stadion, Ulsan Toeschouwers: 37.337 Scheidsrechter: Hugh Dallas (SCO) |

|                                                                              |            |                     |           |                                                                                     |
| 25 juni WK-eindronde Halve finale № 720 «onderlinge duels» 20:30 uur (UTC+9) | Zuid-Korea | 0 – 1               | Duitsland | Seoul World Cup Stadion, Seoel Toeschouwers: 65.256 Scheidsrechter: Urs Meier (SUI) |
| 25 juni WK-eindronde Halve finale № 720 «onderlinge duels» 20:30 uur (UTC+9) |            | 75' Michael Ballack |           | Seoul World Cup Stadion, Seoel Toeschouwers: 65.256 Scheidsrechter: Urs Meier (SUI) |

|                                                                        |           |                         |          |                                                                                              |
| 30 juni WK-eindronde Finale № 721 «onderlinge duels» 20:00 uur (UTC+9) | Duitsland | 0 – 2                   | Brazilië | International Stadion, Yokohama Toeschouwers: 69.029 Scheidsrechter: Pierluigi Collina (ITA) |
| 30 juni WK-eindronde Finale № 721 «onderlinge duels» 20:00 uur (UTC+9) |           | 67' Ronaldo 79' Ronaldo |          | International Stadion, Yokohama Toeschouwers: 69.029 Scheidsrechter: Pierluigi Collina (ITA) |

|  |  |  |  |  |  |  |  |  |

|                                                                  |                                           |       |                                                |                                                                                        |
| 21 augustus Vriendschappelijk № 722 «onderlinge duels» 19:45 uur | Bulgarije                                 | 2 – 2 | Duitsland                                      | Georgi Asparuhov Stadion, Sofia Toeschouwers: 7.000 Scheidsrechter: Stéphane Bré (FRA) |
| 21 augustus Vriendschappelijk № 722 «onderlinge duels» 19:45 uur | Dimitar Berbatov 21' Krasimir Balakov 50' |       | 23' (pen.) Michael Ballack 57' Carsten Jancker | Georgi Asparuhov Stadion, Sofia Toeschouwers: 7.000 Scheidsrechter: Stéphane Bré (FRA) |

|                                                                |          |                                                    |           |                                                                                               |
| 7 september EK-kwalificatie № 723 «onderlinge duels» 19:30 uur | Litouwen | 0 – 2                                              | Duitsland | S. Dariaus- en S. Girėnostadion, Kaunas Toeschouwers: 8.500 Scheidsrechter: Graham Poll (ENG) |
| 7 september EK-kwalificatie № 723 «onderlinge duels» 19:30 uur |          | 27' Michael Ballack 59' (e.d.) Marius Stankevičius |           | S. Dariaus- en S. Girėnostadion, Kaunas Toeschouwers: 8.500 Scheidsrechter: Graham Poll (ENG) |

|                                                                 |                  |       |                     |                                                                                      |
| 11 oktober Vriendschappelijk № 724 «onderlinge duels» 20:30 uur | Bosnië en Herz.  | 1 – 1 | Duitsland           | Koševo Stadion, Sarajevo Toeschouwers: 5.000 Scheidsrechter: Massimo De Santis (ITA) |
| 11 oktober Vriendschappelijk № 724 «onderlinge duels» 20:30 uur | Elvir Baljić 21' |       | 56' Carsten Jancker | Koševo Stadion, Sarajevo Toeschouwers: 5.000 Scheidsrechter: Massimo De Santis (ITA) |

|                                                               |                                              |       |                           |                                                                          |
| 16 oktober EK-kwalificatie № 725 «onderlinge duels» 20:30 uur | Duitsland                                    | 2 – 1 | Faeröer                   | AWD-Arena, Hanover Toeschouwers: 36.628 Scheidsrechter: Dani Koren (ISR) |
| 16 oktober EK-kwalificatie № 725 «onderlinge duels» 20:30 uur | Michael Ballack 2' (pen.) Miroslav Klose 59' |       | 45' (e.d.) Arne Friedrich | AWD-Arena, Hanover Toeschouwers: 36.628 Scheidsrechter: Dani Koren (ISR) |

|                                                                  |                 |       |                                                                       |                                                                                        |
| 20 november Vriendschappelijk № 726 «onderlinge duels» 20:00 uur | Duitsland       | 1 – 3 | Nederland                                                             | Arena AufSchalke, Gelsenkirchen Toeschouwers: 60.601 Scheidsrechter: Hugh Dallas (SCO) |
| 20 november Vriendschappelijk № 726 «onderlinge duels» 20:00 uur | Fredi Bobic 34' |       | 22' Patrick Kluivert 69' Jimmy F. Hasselbaink 79' Ruud van Nistelrooy | Arena AufSchalke, Gelsenkirchen Toeschouwers: 60.601 Scheidsrechter: Hugh Dallas (SCO) |

### 2003
|                                                                  |                                        |       |                 |                                                                                   |
| 12 februari Vriendschappelijk № 727 «onderlinge duels» 21:30 uur | Spanje                                 | 3 – 1 | Duitsland       | Son Moix, Palma de Mallorca Toeschouwers: 20.000 Scheidsrechter: Mike Riley (ENG) |
| 12 februari Vriendschappelijk № 727 «onderlinge duels» 21:30 uur | Raúl 31' Raúl 76' (pen.) Iván Guti 83' |       | 38' Fredi Bobic | Son Moix, Palma de Mallorca Toeschouwers: 20.000 Scheidsrechter: Mike Riley (ENG) |

|                                                             |                    |       |                       |                                                                                            |
| 29 maart EK-kwalificatie № 728 «onderlinge duels» 19:00 uur | Duitsland          | 1 – 1 | Litouwen              | Frankenstadion, Neurenberg Toeschouwers: 40.754 Scheidsrechter: Víctor José Esquinas (ESP) |
| 29 maart EK-kwalificatie № 728 «onderlinge duels» 19:00 uur | Carsten Ramelow 8' |       | 73' Tomas Ražanauskas | Frankenstadion, Neurenberg Toeschouwers: 40.754 Scheidsrechter: Víctor José Esquinas (ESP) |

|                                                               |                    |       |              |                                                                                    |
| 30 april Vriendschappelijk № 729 «onderlinge duels» 20:40 uur | Duitsland          | 1 – 0 | Servië en M. | Weserstadion, Bremen Toeschouwers: 22.000 Scheidsrechter: Frank De Bleeckere (BEL) |
| 30 april Vriendschappelijk № 729 «onderlinge duels» 20:40 uur | Sebastian Kehl 60' |       |              | Weserstadion, Bremen Toeschouwers: 22.000 Scheidsrechter: Frank De Bleeckere (BEL) |

|                                                             |                                                                    |       |                   |                                                                                    |
| 1 juni Vriendschappelijk № 730 «onderlinge duels» 19:00 uur | Duitsland                                                          | 4 – 1 | Canada            | Volkswagen Arena, Wolfsburg Toeschouwers: 23.000 Scheidsrechter: Éric Poulat (FRA) |
| 1 juni Vriendschappelijk № 730 «onderlinge duels» 19:00 uur | Carsten Ramelow 41' Paul Freier 52' Fredi Bobic 61' Tobias Rau 90' |       | 20' Kevin McKenna | Volkswagen Arena, Wolfsburg Toeschouwers: 23.000 Scheidsrechter: Éric Poulat (FRA) |

|                                                           |                  |       |                 |                                                                                        |
| 7 juni EK-kwalificatie № 731 «onderlinge duels» 15:00 uur | Schotland        | 1 – 1 | Duitsland       | Frankenstadion, Neurenberg Toeschouwers: 48.047 Scheidsrechter: Domenico Messina (ITA) |
| 7 juni EK-kwalificatie № 731 «onderlinge duels» 15:00 uur | Kenny Miller 69' |       | 22' Fredi Bobic | Frankenstadion, Neurenberg Toeschouwers: 48.047 Scheidsrechter: Domenico Messina (ITA) |

|                                                            |         |                                      |           |                                                                             |
| 11 juni EK-kwalificatie № 732 «onderlinge duels» 20:45 uur | Faeröer | 0 – 2                                | Duitsland | Tórsvøllur, Tórshavn Toeschouwers: 6.500 Scheidsrechter: Jan Wegereef (NED) |
| 11 juni EK-kwalificatie № 732 «onderlinge duels» 20:45 uur |         | 89' Miroslav Klose 90+2' Fredi Bobic |           | Tórsvøllur, Tórshavn Toeschouwers: 6.500 Scheidsrechter: Jan Wegereef (NED) |

|                                                                  |           |                     |        |                                                                                                   |
| 20 augustus Vriendschappelijk № 733 «onderlinge duels» 20:45 uur | Duitsland | 0 – 1               | Italië | Gottlieb-Daimler-Stadion, Stuttgart Toeschouwers: 50.128 Scheidsrechter: Kim Milton Nielsen (DEN) |
| 20 augustus Vriendschappelijk № 733 «onderlinge duels» 20:45 uur |           | 17' Christian Vieri |        | Gottlieb-Daimler-Stadion, Stuttgart Toeschouwers: 50.128 Scheidsrechter: Kim Milton Nielsen (DEN) |

|                                                                |         |       |           |                                                                                     |
| 6 september EK-kwalificatie № 734 «onderlinge duels» 19:30 uur | IJsland | 0 – 0 | Duitsland | Laugardalsvöllur, Reykjavík Toeschouwers: 7.065 Scheidsrechter: Graham Barber (ENG) |
| 6 september EK-kwalificatie № 734 «onderlinge duels» 19:30 uur |         |       |           | Laugardalsvöllur, Reykjavík Toeschouwers: 7.065 Scheidsrechter: Graham Barber (ENG) |

|                                                                 |                                            |       |                 |                                                                                    |
| 10 september EK-kwalificatie № 735 «onderlinge duels» 20:45 uur | Duitsland                                  | 2 – 1 | Schotland       | Westfalenstadion, Dortmund Toeschouwers: 67.000 Scheidsrechter: Anders Frisk (SWE) |
| 10 september EK-kwalificatie № 735 «onderlinge duels» 20:45 uur | Fredi Bobic 26' Michael Ballack 50' (pen.) |       | 60' Neil McCann | Westfalenstadion, Dortmund Toeschouwers: 67.000 Scheidsrechter: Anders Frisk (SWE) |

|                                                               |                                                      |       |         |                                                                               |
| 11 oktober EK-kwalificatie № 736 «onderlinge duels» 17:00 uur | Duitsland                                            | 3 – 0 | IJsland | AOL Arena, Hamburg Toeschouwers: 50.821 Scheidsrechter: Valentin Ivanov (RUS) |
| 11 oktober EK-kwalificatie № 736 «onderlinge duels» 17:00 uur | Michael Ballack 9' Fredi Bobic 59' Kevin Kurányi 79' |       |         | AOL Arena, Hamburg Toeschouwers: 50.821 Scheidsrechter: Valentin Ivanov (RUS) |

|                                                                  |           |                                                           |           |                                                                                           |
| 15 november Vriendschappelijk № 737 «onderlinge duels» 20:30 uur | Duitsland | 0 – 3                                                     | Frankrijk | Arena AufSchalke, Gelsenkirchen Toeschouwers: 53.574 Scheidsrechter: Stefano Farina (ITA) |
| 15 november Vriendschappelijk № 737 «onderlinge duels» 20:30 uur |           | 21' Thierry Henry 55' David Trezeguet 81' David Trezeguet |           | Arena AufSchalke, Gelsenkirchen Toeschouwers: 53.574 Scheidsrechter: Stefano Farina (ITA) |

### 2004
|                                                                  |                    |       |                                        |                                                                                  |
| 18 februari Vriendschappelijk № 738 «onderlinge duels» 20:45 uur | Kroatië            | 1 – 2 | Duitsland                              | Poljud Stadion, Split Toeschouwers: 9.212 Scheidsrechter: Peter Fröjdfeldt (SWE) |
| 18 februari Vriendschappelijk № 738 «onderlinge duels» 20:45 uur | Mato Neretljak 86' |       | 34' Miroslav Klose 90' Carsten Ramelow | Poljud Stadion, Split Toeschouwers: 9.212 Scheidsrechter: Peter Fröjdfeldt (SWE) |

|                                                               |                                                          |       |        |                                                                                     |
| 31 maart Vriendschappelijk № 739 «onderlinge duels» 20:30 uur | Duitsland                                                | 3 – 0 | België | RheinEnergieStadion, Keulen Toeschouwers: 46.143 Scheidsrechter: Jan Wegereef (NED) |
| 31 maart Vriendschappelijk № 739 «onderlinge duels» 20:30 uur | Kevin Kurányi 45' Dietmar Hamann 55' Michael Ballack 81' |       |        | RheinEnergieStadion, Keulen Toeschouwers: 46.143 Scheidsrechter: Jan Wegereef (NED) |

|                                                               | |       |                  |                                                                                          |
| 28 april Vriendschappelijk № 740 «onderlinge duels» 19:00 uur | Roemenië                                                                                            | 5 – 1 | Duitsland        | Stadionul Giulești, Boekarest Toeschouwers: 12.000 Scheidsrechter: Roberto Rosetti (ITA) |
| 28 april Vriendschappelijk № 740 «onderlinge duels» 19:00 uur | Mihăiţă Pleşan 21' Răzvan Raț 23' Ionel Dănciulescu 35' Ionel Dănciulescu 43' Gabriel Caramarin 85' |       | 88' Philipp Lahm | Stadionul Giulești, Boekarest Toeschouwers: 12.000 Scheidsrechter: Roberto Rosetti (ITA) |

|                                                             | |       |       |                                                                                   |
| 27 mei Vriendschappelijk № 741 «onderlinge duels» 20:30 uur | Duitsland | 7 – 0 | Malta | Dreisamstadion, Freiburg Toeschouwers: 22.000 Scheidsrechter: Anton Stredak (SVK) |
| 27 mei Vriendschappelijk № 741 «onderlinge duels» 20:30 uur | Michael Ballack 15' Michael Ballack 17' Jens Nowotny 33' Torsten Frings 42' Michael Ballack 59' Michael Ballack 86' Fredi Bobic 90+2' |       |       | Dreisamstadion, Freiburg Toeschouwers: 22.000 Scheidsrechter: Anton Stredak (SVK) |

|                                                             |             |                                     |           |                                                                                   |
| 2 juni Vriendschappelijk № 742 «onderlinge duels» 20:15 uur | Zwitserland | 0 – 2                               | Duitsland | St. Jakob-Park, Bazel Toeschouwers: 30.000 Scheidsrechter: Domenico Messina (ITA) |
| 2 juni Vriendschappelijk № 742 «onderlinge duels» 20:15 uur |             | 62' Kevin Kurányi 84' Kevin Kurányi |           | St. Jakob-Park, Bazel Toeschouwers: 30.000 Scheidsrechter: Domenico Messina (ITA) |

|                                                             |           |                                          |           |                                                                                               |
| 6 juni Vriendschappelijk № 743 «onderlinge duels» 19:00 uur | Duitsland | 0 – 2                                    | Hongarije | Fritz Walter Stadion, Kaiserslautern Toeschouwers: 36.590 Scheidsrechter: Steve Bennett (ENG) |
| 6 juni Vriendschappelijk № 743 «onderlinge duels» 19:00 uur |           | 7' Sándor Torghelle 31' Sándor Torghelle |           | Fritz Walter Stadion, Kaiserslautern Toeschouwers: 36.590 Scheidsrechter: Steve Bennett (ENG) |

| EK voetbal 2004 |
| --------------- |

|                                                              |                    |       |                          |                                                                                  |
| 15 juni Euro 2004 Groep D № 744 «onderlinge duels» 20:45 uur | Duitsland          | 1 – 1 | Nederland                | Estádio do Dragão, Porto Toeschouwers: 48.197 Scheidsrechter: Anders Frisk (SWE) |
| 15 juni Euro 2004 Groep D № 744 «onderlinge duels» 20:45 uur | Torsten Frings 30' |       | 81' Ruud van Nistelrooij | Estádio do Dragão, Porto Toeschouwers: 48.197 Scheidsrechter: Anders Frisk (SWE) |

|                                                              |           |       |         |                                                                               |
| 19 juni Euro 2004 Groep D № 745 «onderlinge duels» 18:00 uur | Duitsland | 0 – 0 | Letland | Estádio do Bessa, Porto Toeschouwers: 22.344 Scheidsrechter: Mike Riley (ENG) |
| 19 juni Euro 2004 Groep D № 745 «onderlinge duels» 18:00 uur |           |       |         | Estádio do Bessa, Porto Toeschouwers: 22.344 Scheidsrechter: Mike Riley (ENG) |

|                                                              |                                 |       |                     |                                                                                        |
| 23 juni Euro 2004 Groep D № 746 «onderlinge duels» 20:45 uur | Tsjechië                        | 2 – 1 | Duitsland           | Estádio José Alvalade, Lissabon Toeschouwers: 29.935 Scheidsrechter: Terje Hauge (NOR) |
| 23 juni Euro 2004 Groep D № 746 «onderlinge duels» 20:45 uur | Marek Heinz 30' Milan Baroš 77' |       | 21' Michael Ballack | Estádio José Alvalade, Lissabon Toeschouwers: 29.935 Scheidsrechter: Terje Hauge (NOR) |

|  |  |  |  |  |  |  |  |  |

|                                                                  |                       |       |                                                      |                                                                                          |
| 18 augustus Vriendschappelijk № 747 «onderlinge duels» 19:00 uur | Oostenrijk            | 1 – 3 | Duitsland                                            | Ernst Happel Stadion, Wenen Toeschouwers: 37.900 Scheidsrechter: Pierluigi Collina (ITA) |
| 18 augustus Vriendschappelijk № 747 «onderlinge duels» 19:00 uur | Martin Amerhauser 10' |       | 2' Kevin Kurányi 61' Kevin Kurányi 73' Kevin Kurányi | Ernst Happel Stadion, Wenen Toeschouwers: 37.900 Scheidsrechter: Pierluigi Collina (ITA) |

|                                                                  |                   |       |               |                                                                              |
| 8 september Vriendschappelijk № 748 «onderlinge duels» 20:45 uur | Duitsland         | 1 – 1 | Brazilië      | Olympiastadion, Berlijn Toeschouwers: 74.315 Scheidsrechter: Urs Meier (SUI) |
| 8 september Vriendschappelijk № 748 «onderlinge duels» 20:45 uur | Kevin Kurányi 17' |       | 9' Ronaldinho | Olympiastadion, Berlijn Toeschouwers: 74.315 Scheidsrechter: Urs Meier (SUI) |

|                                                                |      |                                    |           |                                                                                   |
| 9 oktober Vriendschappelijk № 749 «onderlinge duels» 20:00 uur | Iran | 0 – 2                              | Duitsland | Azadi Stadion, Teheran Toeschouwers: 110.000 Scheidsrechter: Saad Al-Fadhli (KUW) |
| 9 oktober Vriendschappelijk № 749 «onderlinge duels» 20:00 uur |      | 5' Fabian Ernst 53' Thomas Brdarić |           | Azadi Stadion, Teheran Toeschouwers: 110.000 Scheidsrechter: Saad Al-Fadhli (KUW) |

|                                                                  |                                                         |       |          |                                                                                      |
| 17 november Vriendschappelijk № 750 «onderlinge duels» 20:40 uur | Duitsland                                               | 3 – 0 | Kameroen | Zentralstadion, Leipzig Toeschouwers: 44.200 Scheidsrechter: Massimo De Santis (ITA) |
| 17 november Vriendschappelijk № 750 «onderlinge duels» 20:40 uur | Kevin Kurányi 71' Miroslav Klose 78' Miroslav Klose 88' |       |          | Zentralstadion, Leipzig Toeschouwers: 44.200 Scheidsrechter: Massimo De Santis (ITA) |

|                                                                  |       |                                                           |           |                                                                                 |
| 16 december Vriendschappelijk № 751 «onderlinge duels» 20:10 uur | Japan | 0 – 3                                                     | Duitsland | Nissan Stadion, Yokohama Toeschouwers: 63.023 Scheidsrechter: Mark Shield (AUS) |
| 16 december Vriendschappelijk № 751 «onderlinge duels» 20:10 uur |       | 54' Miroslav Klose 69' Michael Ballack 90' Miroslav Klose |           | Nissan Stadion, Yokohama Toeschouwers: 63.023 Scheidsrechter: Mark Shield (AUS) |

|                                                                  |                                                    |       |                     |                                                                                             |
| 19 december Vriendschappelijk № 752 «onderlinge duels» 20:00 uur | Zuid-Korea                                         | 3 – 1 | Duitsland           | Busan Asiad Mainstadion, Busan Toeschouwers: 45.775 Scheidsrechter: Subkhiddin Salleh (MAS) |
| 19 december Vriendschappelijk № 752 «onderlinge duels» 20:00 uur | Kim Dong-jin 16' Lee Dong-gook 71' Cho Jae-Jin 87' |       | 24' Michael Ballack | Busan Asiad Mainstadion, Busan Toeschouwers: 45.775 Scheidsrechter: Subkhiddin Salleh (MAS) |

|                                                                  |                         |       |                                                                                              |                                                                                        |
| 21 december Vriendschappelijk № 753 «onderlinge duels» 20:00 uur | Thailand                | 1 – 5 | Duitsland                                                                                    | Rajamangala Stadion, Bangkok Toeschouwers: 15.000 Scheidsrechter: Shamsul Maidin (SIN) |
| 21 december Vriendschappelijk № 753 «onderlinge duels» 20:00 uur | Sarayoot Chaikamdee 57' |       | 34' Kevin Kurányi 38' Kevin Kurányi 73' Lukas Podolski 84' Gerald Asamoah 89' Lukas Podolski | Rajamangala Stadion, Bangkok Toeschouwers: 15.000 Scheidsrechter: Shamsul Maidin (SIN) |

### 2005
|                                                                 |                                             |       |                                            |                                                                                 |
| 9 februari Vriendschappelijk № 754 «onderlinge duels» 20:45 uur | Duitsland                                   | 2 – 2 | Argentinië                                 | LTU Arena, Düsseldorf Toeschouwers: 51.500 Scheidsrechter: Stefano Farina (ITA) |
| 9 februari Vriendschappelijk № 754 «onderlinge duels» 20:45 uur | Torsten Frings 28' (pen.) Kevin Kurányi 45' |       | 40' (pen.) Hernán Crespo 81' Hernán Crespo | LTU Arena, Düsseldorf Toeschouwers: 51.500 Scheidsrechter: Stefano Farina (ITA) |

|                                                               |          |                    |           |                                                                           |
| 26 maart Vriendschappelijk № 755 «onderlinge duels» 20:00 uur | Slovenië | 0 – 1              | Duitsland | Arena Petrol, Celje Toeschouwers: 9.200 Scheidsrechter: Graham Poll (ENG) |
| 26 maart Vriendschappelijk № 755 «onderlinge duels» 20:00 uur |          | 27' Lukas Podolski |           | Arena Petrol, Celje Toeschouwers: 9.200 Scheidsrechter: Graham Poll (ENG) |

|                                                             |                        |       |                                                                                      |                                                                                   |
| 4 juni Vriendschappelijk № 756 «onderlinge duels» 19:30 uur | Noord-Ierland          | 1 – 4 | Duitsland                                                                            | Windsor Park, Belfast Toeschouwers: 14.000 Scheidsrechter: Charlie Richmond (SCO) |
| 4 juni Vriendschappelijk № 756 «onderlinge duels» 19:30 uur | David Healy 15' (pen.) |       | 17' Gerald Asamoah 62' Michael Ballack 66' (pen.) Michael Ballack 82' Lukas Podolski | Windsor Park, Belfast Toeschouwers: 14.000 Scheidsrechter: Charlie Richmond (SCO) |

|                                                             |                                                       |       |                                            |                                                                                         |
| 8 juni Vriendschappelijk № 757 «onderlinge duels» 20:45 uur | Duitsland                                             | 2 – 2 | Rusland                                    | Borussia-Park, Mönchengladbach Toeschouwers: 46.228 Scheidsrechter: Konrad Plautz (AUT) |
| 8 juni Vriendschappelijk № 757 «onderlinge duels» 20:45 uur | Bastian Schweinsteiger 30' Bastian Schweinsteiger 69' |       | 26' Aleksandr Anjoekov 90' Andrej Arsjavin | Borussia-Park, Mönchengladbach Toeschouwers: 46.228 Scheidsrechter: Konrad Plautz (AUT) |

| FIFA Confederations Cup |
| ----------------------- |

|                                                                            |                                                                                     |       |                                                   |                                                                                           |
| 15 juni FIFA Confederations Cup Groep A № 758 «onderlinge duels» 21:00 uur | Duitsland                                                                           | 4 – 3 | Australië                                         | Waldstadion, Frankfurt am Main Toeschouwers: 46.466 Scheidsrechter: Carlos Amarilla (PAR) |
| 15 juni FIFA Confederations Cup Groep A № 758 «onderlinge duels» 21:00 uur | Kevin Kurányi 17' Per Mertesacker 23' Michael Ballack 60' (pen.) Lukas Podolski 88' |       | 21' Josip Skoko 31' John Aloisi 90+2' John Aloisi | Waldstadion, Frankfurt am Main Toeschouwers: 46.466 Scheidsrechter: Carlos Amarilla (PAR) |

|                                                                            |         |                                                                      |           |                                                                                          |
| 18 juni FIFA Confederations Cup Groep A № 759 «onderlinge duels» 18:00 uur | Tunesië | 0 – 3                                                                | Duitsland | RheinEnergieStadion, Keulen Toeschouwers: 44.377 Scheidsrechter: Peter Prendergast (JAM) |
| 18 juni FIFA Confederations Cup Groep A № 759 «onderlinge duels» 18:00 uur |         | 74' (pen.) Michael Ballack 80' Bastian Schweinsteiger 88' Mike Hanke |           | RheinEnergieStadion, Keulen Toeschouwers: 44.377 Scheidsrechter: Peter Prendergast (JAM) |

|                                                                            |                                         |       |                                      |                                                                                    |
| 21 juni FIFA Confederations Cup Groep A № 760 «onderlinge duels» 20:45 uur | Argentinië                              | 2 – 2 | Duitsland                            | Frankenstadion, Neurenberg Toeschouwers: 42.088 Scheidsrechter: Ľuboš Micheľ (SVK) |
| 21 juni FIFA Confederations Cup Groep A № 760 «onderlinge duels» 20:45 uur | Juan Riquelme 33' Esteban Cambiasso 74' |       | 29' Kevin Kurányi 51' Gerald Asamoah | Frankenstadion, Neurenberg Toeschouwers: 42.088 Scheidsrechter: Ľuboš Micheľ (SVK) |

|                                                                                 |                                                 |       |                                               |                                                                                      |
| 25 juni FIFA Confederations Cup Halve finale № 761 «onderlinge duels» 20:00 uur | Duitsland                                       | 2 – 3 | Brazilië                                      | Frankenstadion, Neurenberg Toeschouwers: 42.187 Scheidsrechter: Carlos Chandía (CHI) |
| 25 juni FIFA Confederations Cup Halve finale № 761 «onderlinge duels» 20:00 uur | Lukas Podolski 23' Michael Ballack 45+3' (pen.) |       | 21' Adriano 43' (pen.) Ronaldinho 76' Adriano | Frankenstadion, Neurenberg Toeschouwers: 42.187 Scheidsrechter: Carlos Chandía (CHI) |

|                                                                                 |                                                                                   |              |                                                             |                                                                                   |
| 29 juni FIFA Confederations Cup Troostfinale № 762 «onderlinge duels» 20:00 uur | Duitsland                                                                         | 4 – 3 (n.v.) | Mexico                                                      | Zentralstadion, Leipzig Toeschouwers: 43.335 Scheidsrechter: Matthew Breeze (AUS) |
| 29 juni FIFA Confederations Cup Troostfinale № 762 «onderlinge duels» 20:00 uur | Lukas Podolski 37' Bastian Schweinsteiger 41' Robert Huth 79' Michael Ballack 97' |              | 40' Francisco Fonseca 58' Jared Borgetti 85' Jared Borgetti | Zentralstadion, Leipzig Toeschouwers: 43.335 Scheidsrechter: Matthew Breeze (AUS) |

|  |  |  |  |  |  |  |  |  |

|                                                                  |                                  |       |                                        |                                                                           |
| 17 augustus Vriendschappelijk № 763 «onderlinge duels» 20:30 uur | Nederland                        | 2 – 2 | Duitsland                              | De Kuip, Rotterdam Toeschouwers: 45.500 Scheidsrechter: Terje Hauge (NOR) |
| 17 augustus Vriendschappelijk № 763 «onderlinge duels» 20:30 uur | Arjen Robben 3' Arjen Robben 46' |       | 49' Michael Ballack 81' Gerald Asamoah | De Kuip, Rotterdam Toeschouwers: 45.500 Scheidsrechter: Terje Hauge (NOR) |

|                                                                  |                                                |       |           |                                                                                   |
| 3 september Vriendschappelijk № 764 «onderlinge duels» 20:00 uur | Slowakije                                      | 2 – 0 | Duitsland | Tehelné pole, Bratislava Toeschouwers: 9.276 Scheidsrechter: Eric Braamhaar (NED) |
| 3 september Vriendschappelijk № 764 «onderlinge duels» 20:00 uur | Miroslav Karhan 20' (pen.) Miroslav Karhan 38' |       |           | Tehelné pole, Bratislava Toeschouwers: 9.276 Scheidsrechter: Eric Braamhaar (NED) |

|                                                                  |                                                                           |       |                                              |                                                                                   |
| 7 september Vriendschappelijk № 765 «onderlinge duels» 20:30 uur | Duitsland                                                                 | 4 – 2 | Zuid-Afrika                                  | Weserstadion, Bremen Toeschouwers: 28.100 Scheidsrechter: Grzegorz Gilewski (POL) |
| 7 september Vriendschappelijk № 765 «onderlinge duels» 20:30 uur | Lukas Podolski 12' Arjen Robben 47' Lukas Podolski 48' Lukas Podolski 55' |       | 26' (pen.) Shaun Bartlett 50' Benny McCarthy | Weserstadion, Bremen Toeschouwers: 28.100 Scheidsrechter: Grzegorz Gilewski (POL) |

|                                                                |                                   |       |                     |                                                                                                |
| 8 oktober Vriendschappelijk № 766 «onderlinge duels» 20:00 uur | Turkije                           | 2 – 1 | Duitsland           | Atatürk Olimpiyat Stadı, Istanboel Toeschouwers: 23.000 Scheidsrechter: Domenico Messina (ITA) |
| 8 oktober Vriendschappelijk № 766 «onderlinge duels» 20:00 uur | Halil Altıntop 21' Nuri Şahin 88' |       | 90' Oliver Neuville | Atatürk Olimpiyat Stadı, Istanboel Toeschouwers: 23.000 Scheidsrechter: Domenico Messina (ITA) |

|                                                                 |                           |       |       |                                                                               |
| 12 oktober Vriendschappelijk № 767 «onderlinge duels» 20:30 uur | Duitsland                 | 1 – 0 | China | AOL Arena, Hamburg Toeschouwers: 48.734 Scheidsrechter: Lucílio Batista (POR) |
| 12 oktober Vriendschappelijk № 767 «onderlinge duels» 20:30 uur | Torsten Frings 51' (pen.) |       |       | AOL Arena, Hamburg Toeschouwers: 48.734 Scheidsrechter: Lucílio Batista (POR) |

|                                                                  |           |       |           |                                                                                       |
| 12 november Vriendschappelijk № 768 «onderlinge duels» 20:00 uur | Frankrijk | 0 – 0 | Duitsland | Stade de France, Saint-Denis Toeschouwers: 58.889 Scheidsrechter: Steve Bennett (ENG) |
| 12 november Vriendschappelijk № 768 «onderlinge duels» 20:00 uur |           |       |           | Stade de France, Saint-Denis Toeschouwers: 58.889 Scheidsrechter: Steve Bennett (ENG) |

### 2006
|                                                              |                                                                                 |       |                 |                                                                                               |
| 1 maart Vriendschappelijk № 769 «onderlinge duels» 21:00 uur | Italië                                                                          | 4 – 1 | Duitsland       | Stadio Artemio Franchi, Florence Toeschouwers: 28.317 Scheidsrechter: Eduardo Iturralde (ESP) |
| 1 maart Vriendschappelijk № 769 «onderlinge duels» 21:00 uur | Alberto Gilardino 4' Luca Toni 7' Daniele De Rossi 39' Alessandro Del Piero 57' |       | 82' Robert Huth | Stadio Artemio Franchi, Florence Toeschouwers: 28.317 Scheidsrechter: Eduardo Iturralde (ESP) |

|                                                               |                                                                                       |       |                   |                                                                                         |
| 22 maart Vriendschappelijk № 770 «onderlinge duels» 20:30 uur | Duitsland                                                                             | 4 – 1 | Verenigde Staten  | Signal Iduna Park, Dortmund Toeschouwers: 64.500 Scheidsrechter: Peter Fröjdfeldt (SWE) |
| 22 maart Vriendschappelijk № 770 «onderlinge duels» 20:30 uur | Bastian Schweinsteiger 46' Oliver Neuville 73' Miroslav Klose 75' Michael Ballack 79' |       | 86' Eddie Johnson | Signal Iduna Park, Dortmund Toeschouwers: 64.500 Scheidsrechter: Peter Fröjdfeldt (SWE) |

|                                                             | |       |           |                                                                                    |
| 27 mei Vriendschappelijk № 771 «onderlinge duels» 17:00 uur | Duitsland | 7 – 0 | Luxemburg | Badenova-Stadion, Freiburg Toeschouwers: 23.000 Scheidsrechter: René Rogalla (SUI) |
| 27 mei Vriendschappelijk № 771 «onderlinge duels» 17:00 uur | Miroslav Klose 5' Torsten Frings 19' (pen.) Lukas Podolski 36' Miroslav Klose 59' Lukas Podolski 65' (pen.) Oliver Neuville 90' Oliver Neuville 90+2' |       |           | Badenova-Stadion, Freiburg Toeschouwers: 23.000 Scheidsrechter: René Rogalla (SUI) |

|                                                             |                                               |       |                                           |                                                                               |
| 30 mei Vriendschappelijk № 772 «onderlinge duels» 20:30 uur | Duitsland                                     | 2 – 2 | Japan                                     | BayArena, Leverkusen Toeschouwers: 22.500 Scheidsrechter: Kyros Vasaras (GRE) |
| 30 mei Vriendschappelijk № 772 «onderlinge duels» 20:30 uur | Miroslav Klose 75' Bastian Schweinsteiger 80' |       | 57' Naohiro Takahara 65' Naohiro Takahara | BayArena, Leverkusen Toeschouwers: 22.500 Scheidsrechter: Kyros Vasaras (GRE) |

|                                                             |                                                                 |       |          |                                                                                       |
| 2 juni Vriendschappelijk № 773 «onderlinge duels» 19:00 uur | Duitsland                                                       | 3 – 0 | Colombia | Borussia-Park, Mönchengladbach Toeschouwers: 40.000 Scheidsrechter: Terje Hauge (NOR) |
| 2 juni Vriendschappelijk № 773 «onderlinge duels» 19:00 uur | Michael Ballack 21' Bastian Schweinsteiger 38' Tim Borowski 69' |       |          | Borussia-Park, Mönchengladbach Toeschouwers: 40.000 Scheidsrechter: Terje Hauge (NOR) |

| WK voetbal 2006 |
| --------------- |

|                                                        |                                                                          |       |                                       |                                                                                    |
| 9 juni WK-eindronde № 774 «onderlinge duels» 18:00 uur | Duitsland                                                                | 4 – 2 | Costa Rica                            | Allianz Arena, München Toeschouwers: 66.000 Scheidsrechter: Horacio Elizondo (ARG) |
| 9 juni WK-eindronde № 774 «onderlinge duels» 18:00 uur | Philipp Lahm 6' Miroslav Klose 17' Miroslav Klose 61' Torsten Frings 87' |       | 12' Paulo Wanchope 73' Paulo Wanchope | Allianz Arena, München Toeschouwers: 66.000 Scheidsrechter: Horacio Elizondo (ARG) |

|                                                         |                       |       |       |                                                                                             |
| 14 juni WK-eindronde № 775 «onderlinge duels» 21:00 uur | Duitsland             | 1 – 0 | Polen | Westfalenstadion, Dortmund Toeschouwers: 65.000 Scheidsrechter: Luis Medina Cantalejo (ESP) |
| 14 juni WK-eindronde № 775 «onderlinge duels» 21:00 uur | Oliver Neuville 90+1' |       |       | Westfalenstadion, Dortmund Toeschouwers: 65.000 Scheidsrechter: Luis Medina Cantalejo (ESP) |

|                                                         |         |                                                         |           |                                                                                    |
| 20 juni WK-eindronde № 776 «onderlinge duels» 16:00 uur | Ecuador | 0 – 3                                                   | Duitsland | Olympiastadion, Berlijn Toeschouwers: 72.000 Scheidsrechter: Valentin Ivanov (RUS) |
| 20 juni WK-eindronde № 776 «onderlinge duels» 16:00 uur |         | 4' Miroslav Klose 44' Miroslav Klose 57' Lukas Podolski |           | Olympiastadion, Berlijn Toeschouwers: 72.000 Scheidsrechter: Valentin Ivanov (RUS) |

|                                                                        |                                      |       |        |                                                                                |
| 24 juni WK-eindronde Achtste finale № 777 «onderlinge duels» 17:00 uur | Duitsland                            | 2 – 0 | Zweden | Allianz Arena, München Toeschouwers: 66.000 Scheidsrechter: Carlos Simon (BRA) |
| 24 juni WK-eindronde Achtste finale № 777 «onderlinge duels» 17:00 uur | Lukas Podolski 4' Lukas Podolski 12' |       |        | Allianz Arena, München Toeschouwers: 66.000 Scheidsrechter: Carlos Simon (BRA) |

|                                                                     |                    |            |                   |                                                                                 |
| 30 juni WK-eindronde Kwartfinale № 778 «onderlinge duels» 17:00 uur | Duitsland          | 1 – 1 (nv) | Argentinië        | Olympiastadion, Berlijn Toeschouwers: 72.000 Scheidsrechter: Ľuboš Micheľ (SVK) |
| 30 juni WK-eindronde Kwartfinale № 778 «onderlinge duels» 17:00 uur | Miroslav Klose 80' |            | 49' Roberto Ayala | Olympiastadion, Berlijn Toeschouwers: 72.000 Scheidsrechter: Ľuboš Micheľ (SVK) |

|                                                             |       | strafschoppen                                             |  |
| Oliver Neuville Michael Ballack Lukas Podolski Tim Borowski | 4 – 2 | Julio Cruz Roberto Ayala Maxi Rodríguez Esteban Cambiasso |  |

|                                                                     |           |                                               |        |                                                                                        |
| 4 juli WK-eindronde Halve finale № 779 «onderlinge duels» 21:00 uur | Duitsland | 0 – 2 (nv)                                    | Italië | Westfalenstadion, Dortmund Toeschouwers: 65.000 Scheidsrechter: Benito Archundia (MEX) |
| 4 juli WK-eindronde Halve finale № 779 «onderlinge duels» 21:00 uur |           | 119' Fabio Grosso 120+1' Alessandro Del Piero |        | Westfalenstadion, Dortmund Toeschouwers: 65.000 Scheidsrechter: Benito Archundia (MEX) |

|                                                                     |                                                                        |       |                |                                                                                              |
| 8 juli WK-eindronde Troostfinale № 780 «onderlinge duels» 21:00 uur | Duitsland                                                              | 3 – 1 | Portugal       | Gottlieb-Daimler-Stadion, Stuttgart Toeschouwers: 52.000 Scheidsrechter: Toru Kamikawa (JPN) |
| 8 juli WK-eindronde Troostfinale № 780 «onderlinge duels» 21:00 uur | Bastian Schweinsteiger 56' Petit 61' (e.d.) Bastian Schweinsteiger 78' |       | 87' Nuno Gomes | Gottlieb-Daimler-Stadion, Stuttgart Toeschouwers: 52.000 Scheidsrechter: Toru Kamikawa (JPN) |

|  |  |  |  |  |  |  |  |  |

|                                                                  |                                                         |       |        |                                                                                        |
| 16 augustus Vriendschappelijk № 781 «onderlinge duels» 20:45 uur | Duitsland                                               | 3 – 0 | Zweden | Veltins Arena, Gelsenkirchen Toeschouwers: 53.000 Scheidsrechter: Stefano Farina (ITA) |
| 16 augustus Vriendschappelijk № 781 «onderlinge duels» 20:45 uur | Bernd Schneider 4' Miroslav Klose 8' Miroslav Klose 44' |       |        | Veltins Arena, Gelsenkirchen Toeschouwers: 53.000 Scheidsrechter: Stefano Farina (ITA) |

|                                                                |                    |       |         | |
| 2 september EK-kwalificatie № 782 «onderlinge duels» 20:45 uur | Duitsland          | 1 – 0 | Ierland | Gottlieb Daimler Stadion, Stuttgart Toeschouwers: 53.198 Scheidsrechter: Luis Medina Cantalejo (ESP) |
| 2 september EK-kwalificatie № 782 «onderlinge duels» 20:45 uur | Lukas Podolski 57' |       |         | Gottlieb Daimler Stadion, Stuttgart Toeschouwers: 53.198 Scheidsrechter: Luis Medina Cantalejo (ESP) |

|                                                                |            | |           |                                                                                     |
| 6 september EK-kwalificatie № 783 «onderlinge duels» 20:45 uur | San Marino | 0 – 13 | Duitsland | Stadio Olimpico, Serravalle Toeschouwers: 5.019 Scheidsrechter: Selçuk Dereli (TUR) |
| 6 september EK-kwalificatie № 783 «onderlinge duels» 20:45 uur |            | 11' Lukas Podolski 29' Bastian Schweinsteiger 30' Miroslav Klose 35' Michael Ballack 43' Lukas Podolski 45' Miroslav Klose 47' Bastian Schweinsteiger 64' Lukas Podolski 66' Thomas Hitzlsperger 71' Lukas Podolski 73' Thomas Hitzlsperger 87' Manuel Friedrich 89' (pen.) Bernd Schneider |           | Stadio Olimpico, Serravalle Toeschouwers: 5.019 Scheidsrechter: Selçuk Dereli (TUR) |

|                                                                |                                                |       |         |                                                                                 |
| 7 oktober Vriendschappelijk № 784 «onderlinge duels» 20:00 uur | Duitsland                                      | 2 – 0 | Georgië | Ostseestadion, Rostock Toeschouwers: 28.000 Scheidsrechter: Gerald Lehner (AUT) |
| 7 oktober Vriendschappelijk № 784 «onderlinge duels» 20:00 uur | Bastian Schweinsteiger 24' Michael Ballack 67' |       |         | Ostseestadion, Rostock Toeschouwers: 28.000 Scheidsrechter: Gerald Lehner (AUT) |

|                                                               |                     |       |                                                                                      |                                                                                 |
| 11 oktober EK-kwalificatie № 785 «onderlinge duels» 20:45 uur | Slowakije           | 1 – 4 | Duitsland                                                                            | Tehelné pole, Bratislava Toeschouwers: 21.582 Scheidsrechter: Terje Hauge (NOR) |
| 11 oktober EK-kwalificatie № 785 «onderlinge duels» 20:45 uur | Stanislav Varga 58' |       | 13' Lukas Podolski 25' Michael Ballack 36' Bastian Schweinsteiger 72' Lukas Podolski | Tehelné pole, Bratislava Toeschouwers: 21.582 Scheidsrechter: Terje Hauge (NOR) |

|                                                                |                   |       |                     |                                                                                  |
| 15 november EK-kwalificatie № 786 «onderlinge duels» 20:00 uur | Cyprus            | 1 – 1 | Duitsland           | GSP-stadion, Nicosia Toeschouwers: 16.000 Scheidsrechter: Peter Fröjdfeldt (SWE) |
| 15 november EK-kwalificatie № 786 «onderlinge duels» 20:00 uur | Giannis Okkas 43' |       | 15' Michael Ballack | GSP-stadion, Nicosia Toeschouwers: 16.000 Scheidsrechter: Peter Fröjdfeldt (SWE) |

### 2007
|                                                                 |                                                     |       |                    |                                                                              |
| 7 februari Vriendschappelijk № 787 «onderlinge duels» 20:00 uur | Duitsland                                           | 3 – 1 | Zwitserland        | LTU Arena, Düsseldorf Toeschouwers: 51.333 Scheidsrechter: Ruud Bossen (NED) |
| 7 februari Vriendschappelijk № 787 «onderlinge duels» 20:00 uur | Kevin Kurányi 7' Mario Gómez 30' Torsten Frings 66' |       | 71' Marco Streller | LTU Arena, Düsseldorf Toeschouwers: 51.333 Scheidsrechter: Ruud Bossen (NED) |

|                                                             |                 |       |                                     |                                                                                |
| 24 maart EK-kwalificatie № 788 «onderlinge duels» 20:45 uur | Tsjechië        | 1 – 2 | Duitsland                           | Toyota Arena, Praag Toeschouwers: 17.821 Scheidsrechter: Roberto Rosetti (ITA) |
| 24 maart EK-kwalificatie № 788 «onderlinge duels» 20:45 uur | Milan Baroš 76' |       | 41' Kevin Kurányi 62' Kevin Kurányi | Toyota Arena, Praag Toeschouwers: 17.821 Scheidsrechter: Roberto Rosetti (ITA) |

|                                                               |           |                      |            |                                                                            |
| 28 maart Vriendschappelijk № 789 «onderlinge duels» 20:00 uur | Duitsland | 0 – 1                | Denemarken | MSV Arena, Duisburg Toeschouwers: 31.500 Scheidsrechter: Howard Webb (ENG) |
| 28 maart Vriendschappelijk № 789 «onderlinge duels» 20:00 uur |           | 81' Nicklas Bendtner |            | MSV Arena, Duisburg Toeschouwers: 31.500 Scheidsrechter: Howard Webb (ENG) |

|                                                           | |       |            |                                                                                        |
| 2 juni EK-kwalificatie № 790 «onderlinge duels» 19:00 uur | Duitsland | 6 – 0 | San Marino | easyCredit-Stadion, Neurenberg Toeschouwers: 43.967 Scheidsrechter: Jouni Hyytiä (FIN) |
| 2 juni EK-kwalificatie № 790 «onderlinge duels» 19:00 uur | Kevin Kurányi 45' Marcell Jansen 52' Torsten Frings 54' (pen.) Mario Gómez 63' Mario Gómez 65' Clemens Fritz 67' |       |            | easyCredit-Stadion, Neurenberg Toeschouwers: 43.967 Scheidsrechter: Jouni Hyytiä (FIN) |

|                                                           |                                               |       |                                |                                                                                    |
| 6 juni EK-kwalificatie № 791 «onderlinge duels» 20:30 uur | Duitsland                                     | 2 – 1 | Slowakije                      | AOL Arena, Hamburg Toeschouwers: 51.500 Scheidsrechter: Olegário Benquerença (POR) |
| 6 juni EK-kwalificatie № 791 «onderlinge duels» 20:30 uur | Ján Ďurica 10' (e.d.) Thomas Hitzlsperger 43' |       | 20' (e.d.) Christoph Metzelder | AOL Arena, Hamburg Toeschouwers: 51.500 Scheidsrechter: Olegário Benquerença (POR) |

|                                                                  |                  |       |                                        |                                                                                    |
| 22 augustus Vriendschappelijk № 792 «onderlinge duels» 20:00 uur | Engeland         | 1 – 2 | Duitsland                              | Wembley Stadium, Londen Toeschouwers: 86.133 Scheidsrechter: Massimo Busacca (SUI) |
| 22 augustus Vriendschappelijk № 792 «onderlinge duels» 20:00 uur | Frank Lampard 9' |       | 26' Kevin Kurányi 40' Christian Pander | Wembley Stadium, Londen Toeschouwers: 86.133 Scheidsrechter: Massimo Busacca (SUI) |

|                                                                |       |                                      |           |                                                                                      |
| 8 september EK-kwalificatie № 793 «onderlinge duels» 19:30 uur | Wales | 0 – 2                                | Duitsland | Millennium Stadium, Cardiff Toeschouwers: 31.000 Scheidsrechter: Manuel Mejuto (ESP) |
| 8 september EK-kwalificatie № 793 «onderlinge duels» 19:30 uur |       | 5' Miroslav Klose 60' Miroslav Klose |           | Millennium Stadium, Cardiff Toeschouwers: 31.000 Scheidsrechter: Manuel Mejuto (ESP) |

|                                                                   |                                                          |       |                |                                                                                       |
| 12 september Vriendschappelijk № 794 «onderlinge duels» 20:00 uur | Duitsland                                                | 3 – 1 | Roemenië       | RheinEnergieStadion, Keulen Toeschouwers: 44.500 Scheidsrechter: Nicola Rizzoli (ITA) |
| 12 september Vriendschappelijk № 794 «onderlinge duels» 20:00 uur | Bernd Schneider 42' David Odonkor 65' Lukas Podolski 82' |       | 3' Dorin Goian | RheinEnergieStadion, Keulen Toeschouwers: 44.500 Scheidsrechter: Nicola Rizzoli (ITA) |

|                                                               |         |       |           |                                                                              |
| 13 oktober EK-kwalificatie № 795 «onderlinge duels» 20:45 uur | Ierland | 0 – 0 | Duitsland | Croke Park, Dublin Toeschouwers: 67.495 Scheidsrechter: Martin Hansson (SWE) |
| 13 oktober EK-kwalificatie № 795 «onderlinge duels» 20:45 uur |         |       |           | Croke Park, Dublin Toeschouwers: 67.495 Scheidsrechter: Martin Hansson (SWE) |

|                                                               |           |                                                          |          |                                                                               |
| 17 oktober EK-kwalificatie № 796 «onderlinge duels» 20:45 uur | Duitsland | 0 – 3                                                    | Tsjechië | Allianz Arena, München Toeschouwers: 66.445 Scheidsrechter: Howard Webb (ENG) |
| 17 oktober EK-kwalificatie № 796 «onderlinge duels» 20:45 uur |           | 2' Libor Sionko 23' Marek Matějovský 64' Jaroslav Plašil |          | Allianz Arena, München Toeschouwers: 66.445 Scheidsrechter: Howard Webb (ENG) |

|                                                                |                                                                                |       |        |                                                                                |
| 17 november EK-kwalificatie № 797 «onderlinge duels» 20:15 uur | Duitsland                                                                      | 4 – 0 | Cyprus | AWD Arena, Hannover Toeschouwers: 45.016 Scheidsrechter: Peter Rasmussen (DEN) |
| 17 november EK-kwalificatie № 797 «onderlinge duels» 20:15 uur | Clemens Fritz 2' Miroslav Klose 20' Lukas Podolski 53' Thomas Hitzlsperger 82' |       |        | AWD Arena, Hannover Toeschouwers: 45.016 Scheidsrechter: Peter Rasmussen (DEN) |

|                                                                |           |       |       |                                                                                     |
| 21 november EK-kwalificatie № 798 «onderlinge duels» 19:30 uur | Duitsland | 0 – 0 | Wales | Commerzbank-Arena, Frankfurt Toeschouwers: 49.292 Scheidsrechter: Pavel Balaj (ROM) |
| 21 november EK-kwalificatie № 798 «onderlinge duels» 19:30 uur |           |       |       | Commerzbank-Arena, Frankfurt Toeschouwers: 49.292 Scheidsrechter: Pavel Balaj (ROM) |

### 2008
|                                                                 |            |                                                            |           |                                                                                        |
| 6 februari Vriendschappelijk № 799 «onderlinge duels» 20:30 uur | Oostenrijk | 0 – 3                                                      | Duitsland | Ernst Happel Stadion, Wenen Toeschouwers: 48.500 Scheidsrechter: Paolo Dondarini (ITA) |
| 6 februari Vriendschappelijk № 799 «onderlinge duels» 20:30 uur |            | 53' Thomas Hitzlsperger 63' Miroslav Klose 80' Mario Gómez |           | Ernst Happel Stadion, Wenen Toeschouwers: 48.500 Scheidsrechter: Paolo Dondarini (ITA) |

|                                                               |             |                                                                       |           |                                                                                 |
| 26 maart Vriendschappelijk № 800 «onderlinge duels» 20:45 uur | Zwitserland | 0 – 4                                                                 | Duitsland | St. Jakob-Park, Bazel Toeschouwers: 38.500 Scheidsrechter: Eric Braamhaar (NED) |
| 26 maart Vriendschappelijk № 800 «onderlinge duels» 20:45 uur |             | 23' Miroslav Klose 61' Mario Gómez 67' Mario Gómez 89' Lukas Podolski |           | St. Jakob-Park, Bazel Toeschouwers: 38.500 Scheidsrechter: Eric Braamhaar (NED) |

|                                                             |                                                  |       |                                   |                                                                                               |
| 27 mei Vriendschappelijk № 801 «onderlinge duels» 17:45 uur | Duitsland                                        | 2 – 2 | Wit-Rusland                       | Fritz Walter Stadion, Kaiserslautern Toeschouwers: 47.258 Scheidsrechter: Darko Čeferin (SLO) |
| 27 mei Vriendschappelijk № 801 «onderlinge duels» 17:45 uur | Miroslav Klose 10' Uladzimir Karytska 20' (e.d.) |       | 61' Vital Bulyga 88' Vital Bulyga | Fritz Walter Stadion, Kaiserslautern Toeschouwers: 47.258 Scheidsrechter: Darko Čeferin (SLO) |

|                                                             |                                         |       |                    |                                                                                       |
| 31 mei Vriendschappelijk № 802 «onderlinge duels» 17:30 uur | Duitsland                               | 2 – 1 | Servië             | Veltins-Arena, Gelsenkirchen Toeschouwers: 53.354 Scheidsrechter: Fredy Fautrel (FRA) |
| 31 mei Vriendschappelijk № 802 «onderlinge duels» 17:30 uur | Oliver Neuville 74' Michael Ballack 83' |       | 18' Boško Janković | Veltins-Arena, Gelsenkirchen Toeschouwers: 53.354 Scheidsrechter: Fredy Fautrel (FRA) |

| EK voetbal 2008 |
| --------------- |

|                                                             |                                       |       |       |                                                                                      |
| 8 juni Euro 2008 Groep B № 803 «onderlinge duels» 20:45 uur | Duitsland                             | 2 – 0 | Polen | Hypo-Arena, Klagenfurt Toeschouwers: 32.000 Scheidsrechter: Tom Henning Øvrebø (NOR) |
| 8 juni Euro 2008 Groep B № 803 «onderlinge duels» 20:45 uur | Lukas Podolski 20' Lukas Podolski 75' |       |       | Hypo-Arena, Klagenfurt Toeschouwers: 32.000 Scheidsrechter: Tom Henning Øvrebø (NOR) |

|                                                              |                                |       |                    |                                                                                      |
| 12 juni Euro 2008 Groep B № 804 «onderlinge duels» 18:00 uur | Kroatië                        | 2 – 1 | Duitsland          | Hypo-Arena, Klagenfurt Toeschouwers: 30.461 Scheidsrechter: Frank de Bleeckere (BEL) |
| 12 juni Euro 2008 Groep B № 804 «onderlinge duels» 18:00 uur | Darijo Srna 24' Ivica Olić 62' |       | 79' Lukas Podolski | Hypo-Arena, Klagenfurt Toeschouwers: 30.461 Scheidsrechter: Frank de Bleeckere (BEL) |

|                                                              |            |                     |           |                                                                                      |
| 16 juni Euro 2008 Groep B № 805 «onderlinge duels» 20:45 uur | Oostenrijk | 0 – 1               | Duitsland | Ernst Happel Stadion, Wenen Toeschouwers: 51.428 Scheidsrechter: Manuel Mejuto (ESP) |
| 16 juni Euro 2008 Groep B № 805 «onderlinge duels» 20:45 uur |            | 49' Michael Ballack |           | Ernst Happel Stadion, Wenen Toeschouwers: 51.428 Scheidsrechter: Manuel Mejuto (ESP) |

|                                                                  |                                   |       |                                                                   |                                                                                   |
| 19 juni Euro 2008 Kwartfinale № 806 «onderlinge duels» 20:45 uur | Portugal                          | 2 – 3 | Duitsland                                                         | St. Jakob-Park, Bazel Toeschouwers: 39.374 Scheidsrechter: Peter Fröjdfeldt (SWE) |
| 19 juni Euro 2008 Kwartfinale № 806 «onderlinge duels» 20:45 uur | Nuno Gomes 40' Hélder Postiga 87' |       | 22' Bastian Schweinsteiger 26' Miroslav Klose 61' Michael Ballack | St. Jakob-Park, Bazel Toeschouwers: 39.374 Scheidsrechter: Peter Fröjdfeldt (SWE) |

|                                                                   |                                                                |       |                                  |                                                                                  |
| 25 juni Euro 2008 Halve finale № 807 «onderlinge duels» 20:45 uur | Duitsland                                                      | 3 – 2 | Turkije                          | St. Jakob Park, Bazel Toeschouwers: 39.374 Scheidsrechter: Massimo Busacca (SUI) |
| 25 juni Euro 2008 Halve finale № 807 «onderlinge duels» 20:45 uur | Bastian Schweinsteiger 26' Miroslav Klose 79' Philipp Lahm 90' |       | 21' Uğur Boral 86' Semih Şentürk | St. Jakob Park, Bazel Toeschouwers: 39.374 Scheidsrechter: Massimo Busacca (SUI) |

|                                                             |           |                     |        |                                                                                        |
| 29 juni Euro 2008 Finale № 808 «onderlinge duels» 20:45 uur | Duitsland | 0 – 1               | Spanje | Ernst Happel Stadion, Wenen Toeschouwers: 51.428 Scheidsrechter: Roberto Rosetti (ITA) |
| 29 juni Euro 2008 Finale № 808 «onderlinge duels» 20:45 uur |           | 33' Fernando Torres |        | Ernst Happel Stadion, Wenen Toeschouwers: 51.428 Scheidsrechter: Roberto Rosetti (ITA) |

|  |  |  |  |  |  |  |  |  |

|                                                                  |                                                   |       |        |                                                                                            |
| 20 augustus Vriendschappelijk № 809 «onderlinge duels» 21:00 uur | Duitsland                                         | 2 – 0 | België | easyCredit-Stadion, Neurenberg Toeschouwers: 34.117 Scheidsrechter: Thomas Vejlgaard (DEN) |
| 20 augustus Vriendschappelijk № 809 «onderlinge duels» 21:00 uur | Bastian Schweinsteiger 59' (pen.) Marko Marin 77' |       |        | easyCredit-Stadion, Neurenberg Toeschouwers: 34.117 Scheidsrechter: Thomas Vejlgaard (DEN) |

|                                                                |               | |           |                                                                                 |
| 6 september WK-kwalificatie № 810 «onderlinge duels» 20:45 uur | Liechtenstein | 0 – 6 | Duitsland | Rheinpark Stadion, Vaduz Toeschouwers: 6.127 Scheidsrechter: Duarte Gomes (POR) |
| 6 september WK-kwalificatie № 810 «onderlinge duels» 20:45 uur |               | 21' Lukas Podolski 48' Lukas Podolski 65' Simon Rolfes 66' Bastian Schweinsteiger 76' Thomas Hitzlsperger 86' Heiko Westermann |           | Rheinpark Stadion, Vaduz Toeschouwers: 6.127 Scheidsrechter: Duarte Gomes (POR) |

|                                                                 |                                                            |       |                                                          |                                                                                   |
| 10 september WK-kwalificatie № 811 «onderlinge duels» 18:35 uur | Finland                                                    | 3 – 3 | Duitsland                                                | Olympiastadion, Helsinki Toeschouwers: 37.150 Scheidsrechter: Viktor Kassai (HUN) |
| 10 september WK-kwalificatie № 811 «onderlinge duels» 18:35 uur | Jonatan Johansson 33' Mika Väyrynen 43' Daniel Sjölund 53' |       | 38' Miroslav Klose 45' Miroslav Klose 82' Miroslav Klose | Olympiastadion, Helsinki Toeschouwers: 37.150 Scheidsrechter: Viktor Kassai (HUN) |

|                                                               |                                       |       |                     |                                                                                         |
| 11 oktober WK-kwalificatie № 812 «onderlinge duels» 20:45 uur | Duitsland                             | 2 – 1 | Rusland             | Signal Iduna Park, Dortmund Toeschouwers: 65.607 Scheidsrechter: Peter Fröjdfeldt (SWE) |
| 11 oktober WK-kwalificatie № 812 «onderlinge duels» 20:45 uur | Lukas Podolski 9' Michael Ballack 28' |       | 51' Andrej Arsjavin | Signal Iduna Park, Dortmund Toeschouwers: 65.607 Scheidsrechter: Peter Fröjdfeldt (SWE) |

|                                                               |                      |       |       |                                                                                           |
| 15 oktober WK-kwalificatie № 813 «onderlinge duels» 19:45 uur | Duitsland            | 1 – 0 | Wales | Borussia-Park, Mönchengladbach Toeschouwers: 45.000 Scheidsrechter: Laurent Duhamel (FRA) |
| 15 oktober WK-kwalificatie № 813 «onderlinge duels» 19:45 uur | Piotr Trochowski 72' |       |       | Borussia-Park, Mönchengladbach Toeschouwers: 45.000 Scheidsrechter: Laurent Duhamel (FRA) |

|                                                                  |                    |       |                                  |                                                                                    |
| 19 november Vriendschappelijk № 814 «onderlinge duels» 19:45 uur | Duitsland          | 1 – 2 | Engeland                         | Olympiastadion, Berlijn Toeschouwers: 74.244 Scheidsrechter: Massimo Busacca (SUI) |
| 19 november Vriendschappelijk № 814 «onderlinge duels» 19:45 uur | Patrick Helmes 64' |       | 23' Matthew Upson 84' John Terry | Olympiastadion, Berlijn Toeschouwers: 74.244 Scheidsrechter: Massimo Busacca (SUI) |

### 2009
|                                                                  |           |                         |           |                                                                                |
| 11 februari Vriendschappelijk № 815 «onderlinge duels» 20:30 uur | Duitsland | 0 – 1                   | Noorwegen | LTU Arena, Düsseldorf Toeschouwers: 43.000 Scheidsrechter: Stefan Meßner (AUT) |
| 11 februari Vriendschappelijk № 815 «onderlinge duels» 20:30 uur |           | 63' Christian Grindheim |           | LTU Arena, Düsseldorf Toeschouwers: 43.000 Scheidsrechter: Stefan Meßner (AUT) |

|                                                             |                                                                                    |       |               |                                                                                   |
| 28 maart WK-kwalificatie № 816 «onderlinge duels» 20:00 uur | Duitsland                                                                          | 4 – 0 | Liechtenstein | Zentralstadion, Leipzig Toeschouwers: 43.368 Scheidsrechter: Ihor Ishchenko (UKR) |
| 28 maart WK-kwalificatie № 816 «onderlinge duels» 20:00 uur | Michael Ballack 4' Marcell Jansen 9' Bastian Schweinsteiger 48' Lukas Podolski 50' |       |               | Zentralstadion, Leipzig Toeschouwers: 43.368 Scheidsrechter: Ihor Ishchenko (UKR) |

|                                                            |       |                                                |           |                                                                                    |
| 1 april WK-kwalificatie № 817 «onderlinge duels» 19:45 uur | Wales | 0 – 2                                          | Duitsland | Millennium Stadium, Cardiff Toeschouwers: 26.064 Scheidsrechter: Terje Hauge (NOR) |
| 1 april WK-kwalificatie № 817 «onderlinge duels» 19:45 uur |       | 11' Michael Ballack 48' (e.d.) Ashley Williams |           | Millennium Stadium, Cardiff Toeschouwers: 26.064 Scheidsrechter: Terje Hauge (NOR) |

|                                                             |               |       |                   |                                                                                  |
| 29 mei Vriendschappelijk № 818 «onderlinge duels» 20:00 uur | China         | 1 – 1 | Duitsland         | Shanghai Stadion, Shanghai Toeschouwers: 25.000 Scheidsrechter: Lee Min-hu (KOR) |
| 29 mei Vriendschappelijk № 818 «onderlinge duels» 20:00 uur | Junmin Hao 5' |       | 7' Lukas Podolski | Shanghai Stadion, Shanghai Toeschouwers: 25.000 Scheidsrechter: Lee Min-hu (KOR) |

|                                                             |                                         |       | |                                                                                      |
| 2 juni Vriendschappelijk № 819 «onderlinge duels» 20:00 uur | V.A.E.                                  | 2 – 7 | Duitsland | Al Maktoum Stadion, Dubai Toeschouwers: 7.000 Scheidsrechter: Naser Al-Ghafari (JOR) |
| 2 juni Vriendschappelijk № 819 «onderlinge duels» 20:00 uur | Ismail Al-Hammadi 53' Nawaf Mubarak 73' |       | 29' Heiko Westermann 35' Mario Gómez 39' Piotr Trochowski 45' Mario Gómez 47' Mario Gómez 52' (e.d.) Abdulsalam Jumaa 90' Mario Gómez | Al Maktoum Stadion, Dubai Toeschouwers: 7.000 Scheidsrechter: Naser Al-Ghafari (JOR) |

|                                                                |              |                                               |           |                                                                                      |
| 12 augustus WK-kwalificatie № 820 «onderlinge duels» 20:00 uur | Azerbeidzjan | 0 – 2                                         | Duitsland | Tofikh Bakhramovstadion, Bakoe Toeschouwers: 22.500 Scheidsrechter: Alan Kelly (IRL) |
| 12 augustus WK-kwalificatie № 820 «onderlinge duels» 20:00 uur |              | 12' Bastian Schweinsteiger 54' Miroslav Klose |           | Tofikh Bakhramovstadion, Bakoe Toeschouwers: 22.500 Scheidsrechter: Alan Kelly (IRL) |

|                                                                  |                                |       |             |                                                                                   |
| 5 september Vriendschappelijk № 821 «onderlinge duels» 20:45 uur | Duitsland                      | 2 – 0 | Zuid-Afrika | BayArena, Leverkusen Toeschouwers: 29.569 Scheidsrechter: Claudio Circhetta (SUI) |
| 5 september Vriendschappelijk № 821 «onderlinge duels» 20:45 uur | Mario Gómez 35' Mesut Özil 77' |       |             | BayArena, Leverkusen Toeschouwers: 29.569 Scheidsrechter: Claudio Circhetta (SUI) |

|                                                                |                                                                                     |       |              |                                                                                 |
| 9 september WK-kwalificatie № 822 «onderlinge duels» 20:45 uur | Duitsland                                                                           | 4 – 0 | Azerbeidzjan | AWD Arena, Hannover Toeschouwers: 35.369 Scheidsrechter: Anastasios Kakos (GRE) |
| 9 september WK-kwalificatie № 822 «onderlinge duels» 20:45 uur | Michael Ballack 14' (pen.) Miroslav Klose 55' Miroslav Klose 66' Lukas Podolski 71' |       |              | AWD Arena, Hannover Toeschouwers: 35.369 Scheidsrechter: Anastasios Kakos (GRE) |

|                                                               |         |                    |           |                                                                                                |
| 10 oktober WK-kwalificatie № 823 «onderlinge duels» 18:00 uur | Rusland | 0 – 1              | Duitsland | Olympisch Stadion Loezjniki, Moskou Toeschouwers: 72.100 Scheidsrechter: Massimo Busacca (SUI) |
| 10 oktober WK-kwalificatie № 823 «onderlinge duels» 18:00 uur |         | 35' Miroslav Klose |           | Olympisch Stadion Loezjniki, Moskou Toeschouwers: 72.100 Scheidsrechter: Massimo Busacca (SUI) |

|                                                               |                      |       |                       |                                                                                        |
| 14 oktober WK-kwalificatie № 824 «onderlinge duels» 17:00 uur | Duitsland            | 1 – 1 | Finland               | HSH Nordbank Arena, Hamburg Toeschouwers: 51.500 Scheidsrechter: Martin Atkinson (ENG) |
| 14 oktober WK-kwalificatie № 824 «onderlinge duels» 17:00 uur | Lukas Podolski 90+1' |       | 11' Jonatan Johansson | HSH Nordbank Arena, Hamburg Toeschouwers: 51.500 Scheidsrechter: Martin Atkinson (ENG) |

|                                                                  |                                              |       |                                       |                                                                                       |
| 18 november Vriendschappelijk № 825 «onderlinge duels» 20:45 uur | Duitsland                                    | 2 – 2 | Ivoorkust                             | Veltins Arena, Gelsenkirchen Toeschouwers: 33.015 Scheidsrechter: Björn Kuipers (NED) |
| 18 november Vriendschappelijk № 825 «onderlinge duels» 20:45 uur | Lukas Podolski 11' (pen.) Lukas Podolski 90' |       | 57' Emmanuel Eboué 85' Seydou Doumbia | Veltins Arena, Gelsenkirchen Toeschouwers: 33.015 Scheidsrechter: Björn Kuipers (NED) |

DFB · A-internationals · Bondscoaches · Duits vrouwenelftal · Olympisch elftal · Duitsland U21 · Duitsland U20 · Duitsland U19 · Duitsland U18 · Duitsland U17 · Duitsland U16 · Vrouwen U17
1905 – 1919 · 
1920 – 1929 · 
1930 – 1939 · 
1940 – 1949 · 
1950 – 1959 · 
1960 – 1969 · 
1970 – 1979 · 
1980 – 1989 · 
1990 – 1999 · 
2000 – 2009 · 
2010 – 2019 · 
2020 – 2029
EK's: 1972 · 
1976 · 
1980 · 
1984 · 
1988 · 
1992 · 
1996 · 
2000 · 
2004 · 
2008 · 
2012 · 
2016 · 
2020 · 
2024
CC: 1999 · 
2005 · 
2017
WK's: 1934 ·
1938 · 
1954 · 
1958 · 
1962 · 
1966 · 
1970 · 
1974 · 
1978 · 
1982 · 
1986 · 
1990 · 
1994 · 
1998 · 
2002 · 
2006 · 
2010 · 
2014 · 
2018 · 
2022
OS: 1912 ·
1928 ·
1936 ·
2016 ·
2020
Albanië ·
Algerije ·
Argentinië ·
Armenië ·
Australië ·
Azerbeidzjan ·
België ·
Bohemen en Moravië ·
Bolivia ·
Bosnië en Herzegovina ·
Brazilië ·
Bulgarije ·
Canada ·
Chili ·
China ·
Colombia ·
Costa Rica ·
Cyprus ·
DDR ·
Denemarken ·
Ecuador ·
Egypte ·
Engeland ·
Estland ·
Faeröer ·
Finland ·
Frankrijk ·
Georgië ·
Ghana ·
Gibraltar ·
GOS ·
Griekenland ·
Hongarije ·
Ierland ·
IJsland ·
Iran ·
Israël ·
Italië ·
Ivoorkust ·
Japan ·
Joegoslavië ·
Kameroen ·
Kazachstan ·
Koeweit ·
Kroatië ·
Letland ·
Liechtenstein ·
Litouwen ·
Luxemburg ·
Malta ·
Marokko ·
Mexico ·
Moldavië ·
Nederland ·
Nieuw-Zeeland ·
Nigeria ·
Noord-Ierland ·
Noord-Macedonië ·
Noorwegen ·
Oekraïne ·
Oman ·
Oostenrijk ·
Paraguay ·
Peru ·
Polen ·
Portugal ·
Roemenië ·
Rusland ·
Saarland ·
San Marino ·
Saoedi-Arabië ·
Schotland ·
Servië ·
Servië en Montenegro · 
Slovenië ·
Slowakije ·
Sovjet-Unie ·
Spanje ·
Thailand ·
Tsjechië ·
Tsjecho-Slowakije ·
Tunesië ·
Turkije ·
Uruguay ·
Verenigde Arabische Emiraten ·
Verenigde Staten ·
Wales ·
Wit-Rusland ·
Zuid-Afrika ·
Zuid-Korea ·
Zweden ·
Zwitserland
Algerije (1982) · 
Algerije (2014) · 
Argentinië (1986) ·
Argentinië (1990) ·
Argentinië (2006) ·
Argentinië (2014) · 
Australië (2010) ·
België (1980) · 
Brazilië (2002) ·
Brazilië (2014) · 
Chili (1982) ·
Costa Rica (2006) ·
Denemarken (1992) ·
Denemarken (2012) · 
Ecuador (2006) ·
Engeland (1966) ·
Engeland (1982) ·
Engeland (2010) ·
Engeland (2021) ·
Frankrijk (2014) · 
Frankrijk (2021) · 
Ghana (2014) ·
Griekenland (2012) · 
Hongarije (1954, 2) ·
Hongarije (2021) ·
Italië (1982) ·
Italië (2006) ·
Italië (2012) · 
Japan (2022) · 
Kroatië (2008) ·
Mexico (2018) ·
Nederland (1974) ·
Nederland (2012) ·
Oekraïne (2016) ·
Oostenrijk (1982) ·
Oostenrijk (2008) ·
Polen (2006) ·
Polen (2008) ·
Polen (2016) ·
Portugal (2006) ·
Portugal (2008) ·
Portugal (2012) ·
Portugal (2014) ·
Portugal (2021) ·
Servië (2010) ·
Sovjet-Unie (1972) · 
Spanje (1982) ·
Spanje (2008) ·
Spanje (2022) ·
Tsjechië (1996, 2) · 
Tsjecho-Slowakije (1976) ·
Turkije (2008) ·
Verenigde Staten (2014) ·
Zuid-Korea (2018) ·
Zweden (2006)
AFC-zone: Afghanistan · Australië · Bahrein · Bangladesh · Bhutan · Brunei · Cambodja · China · Filipijnen · Guam · Hongkong · India · Indonesië · Iran · Irak · Japan · Jemen · Jordanië · Koeweit · Kirgizië · Laos · Libanon · Macau · Maleisië · Maldiven · Mongolië · Myanmar · Nepal · Noord-Korea · Oezbekistan · Oman · Oost-Timor · Pakistan · Palestina · Qatar · Saoedi-Arabië · Singapore · Sri Lanka · Syrië · Tadzjikistan · Taiwan · Thailand · Turkmenistan · Verenigde Arabische Emiraten · Vietnam · Zuid-Korea

CAF-zone: Algerije · Angola · Benin · Botswana · Burkina Faso · Burundi · Centraal-Afrikaanse Republiek · Comoren · Congo-Brazzaville · Congo-Kinshasa · Djibouti · Egypte · Equatoriaal-Guinea · Eritrea · Ethiopië · Gabon · Gambia · Ghana · Guinee · Guinee-Bissau · Ivoorkust · Kaapverdië · Kameroen · Kenia · Lesotho · Liberia · Libië · Madagaskar · Malawi · Mali  ·Mauritanië · Mauritius · Marokko · Mozambique · Namibië · Niger · Nigeria · Oeganda · Rwanda · Sao Tomé en Principe · Senegal · Seychellen · Sierra Leone · Soedan · Somalië · Swaziland · Tanzania · Togo · Tsjaad · Tunesië · Zambia · Zimbabwe · Zuid-Afrika

CONCACAF-zone: Amerikaanse Maagdeneilanden · Anguilla · Antigua en Barbuda · Aruba · Bahama's · Barbados · Belize · Bermuda · Britse Maagdeneilanden · Canada · Kaaimaneilanden · Costa Rica · Cuba · Dominica · Dominicaanse Republiek · El Salvador · Frans Guyana · Grenada · Guadeloupe · Guatemala · Guyana · Haïti · Honduras · Jamaica · Martinique · Mexico · Montserrat · 
Nicaragua · Panama · Puerto Rico · Saint Kitts en Nevis · Saint Lucia · Saint Vincent en de Grenadines · Sint Maarten · Suriname · Trinidad en Tobago · Turks- en Caicoseilanden · Verenigde Staten

CONMEBOL-zone: Argentinië · Bolivia · Brazilië · Chili · Colombia · Ecuador · Paraguay · Peru · Uruguay · Venezuela

OFC-zone: Amerikaans-Samoa · Cookeilanden · Fiji · Nieuw-Caledonië · Nieuw-Zeeland · Papoea-Nieuw-Guinea · Samoa · Salomoneilanden · Tahiti · Tonga · Vanuatu

UEFA-zone: Albanië · Andorra · Armenië · Azerbeidzjan · België · Bosnië en Herzegovina · Bulgarije · Cyprus · Denemarken · Duitsland · Engeland · Estland · Faeröer · Finland · Frankrijk · Georgië · Griekenland · Hongarije · IJsland · Ierland · Israël · Italië · Kazachstan · Kroatië · Letland · Liechtenstein · Litouwen · Luxemburg · Macedonië · Malta · Moldavië · Montenegro · Nederland · Noord-Ierland · Noorwegen · Oekraïne · Oostenrijk · Polen · Portugal · Roemenië · Rusland · San Marino · Schotland · Servië · Servië en Montenegro · Slovenië · Slowakije · Spanje · Tsjechië · Turkije · Wales · Wit-Rusland · Zweden · Zwitserland